# Die Klappergasse

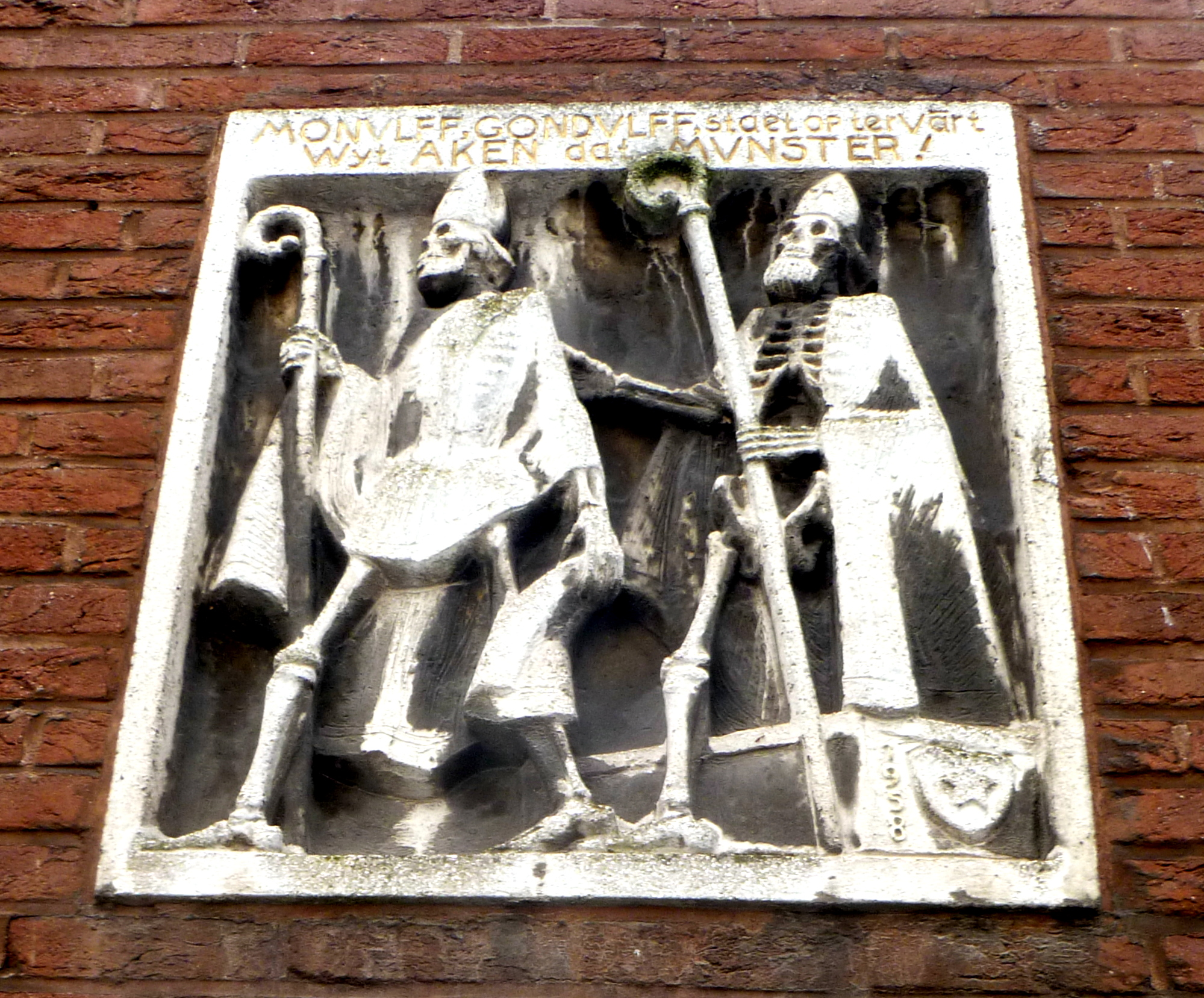
Monulphus und Gondulphus als Skelette, Relief in der Klappergasse

Die Klappergasse, auch Klappergassensage genannt, ist eine der Aachener Sagen und Legenden. Die Sage erzählt von der Weihe des Aachener Doms oder Münsters, von dessen Erbauung die Dombausage berichtet, und versucht in ätiologischer Weise den Namen der Klappergasse in Aachen zu erklären.

## Handlung
Als Karl der Große aus einem langjährigen Krieg gegen die Sachsen nach Aachen zurückkehrte, fand er zu seiner Freude den Bau des Münsters vollendet vor. Damit es bald geweiht werden konnte, stiftete er die noch fehlenden liturgischen Gewänder und Gefäße. Zu der Weihe lud Karl Papst Leo III. und die Bischöfe seines Reiches nach Aachen ein. Er wünschte sich, dass 365 Bischöfe, einer für jeden Tag des Jahres, bei der Weihe anwesend seien. Am Vorabend der Weihe waren aber erst 363 Bischöfe in Aachen angekommen.
Da erschien ein Engel in der Servatiusbasilika in Maastricht, in der die Bischöfe Monulphus und Gondulphus bestattet waren, und sprach zu ihnen: „Monulphus und Gondulphus, stehet auf und zieht gen Aachen zur Einweihung der Münsterkirche“. Sofort erhoben sie sich aus ihren Gräbern und zogen in vollem Ornat nach Aachen. Als sie von der Jakobstraße zum Münster abbogen, zitterten ihre Gebeine vor Freude und Aufregung und verursachten dadurch ein Klappern, das von vielen Leuten gehört wurde. Sie traten in das Münster ein und nahmen die beiden frei gebliebenen Sitze ein. Leo III. weihte nun die Kirche in Anwesenheit des Kaisers, der 365 Bischöfe und zahlreicher Würdenträger des Reiches. Nach der Kirchweihe kehrten Monulphus und Gondulphus auf demselben Weg, auf dem sie gekommen waren, nach Maastricht in ihre Ruhestätte zurück. 
Die Straße, durch die sie zum Dom gekommen waren und in der viele das Klappern der Gebeine gehört hatten, heißt bis heute „Klappergasse“.

## Überlieferung
Die zunächst mündlich überlieferte Sage wurde im 19. Jahrhundert schriftlich fixiert, unter anderem in:
- Joseph Müller: Aachens Sagen und Legenden, 1858[1]
- Johann Georg Theodor Grässe: Sagenbuch des Preußischen Staates, Band 2, Glogau 1871[2]

## Historischer Hintergrund
Monulphus und Gondulphus waren Bischöfe von Maastricht aus der Zeit um 600. Beide werden als Heilige verehrt und oft gemeinsam dargestellt. Ihr gemeinsamer Gedenktag ist der 16. Juli. Monulphus soll den Sitz des damaligen Bistums von Tongeren nach Maastricht verlegt haben. Im Gewölbe der Servatiusbasilika in Maastricht soll bis zum Beginn des 19. Jahrhunderts ein Engel ein Spruchband getragen haben mit der Inschrift:

„Monulphe, Gondulphe, staat ober, vaart. Wyt Aken dat Münster, seyt God en gepaart!“

Der historische Verbindungsweg von Maastricht nach Aachen verlief über die Via Regia, die in Aachen über die Königstraße und die Trichtergasse (=Maastrichter Gasse) zur Jakobstraße führte. Von dort führte ein Abzweig über Klappergasse und Rennbahn zum Münster.